# Hademstorf
Hademstorf es un municipio situado en el distrito de Heide, en el estado federado de Baja Sajonia (Alemania). Su población estimada a finales de 2016 era de 780 habitantes.
Se encuentra ubicado a poca distancia al este de Bremen, y al norte de Hannover, la capital del estado.